# Hagström Viking
Hagström Viking är beteckningen på serie av halvakustiska gitarrer från Hagström. Den lanserades första gången 1965 och tillverkade fram till 1979. Tillverkningen har återupptagits under licens från det svenska företaget Tricor AB.

## Viking I

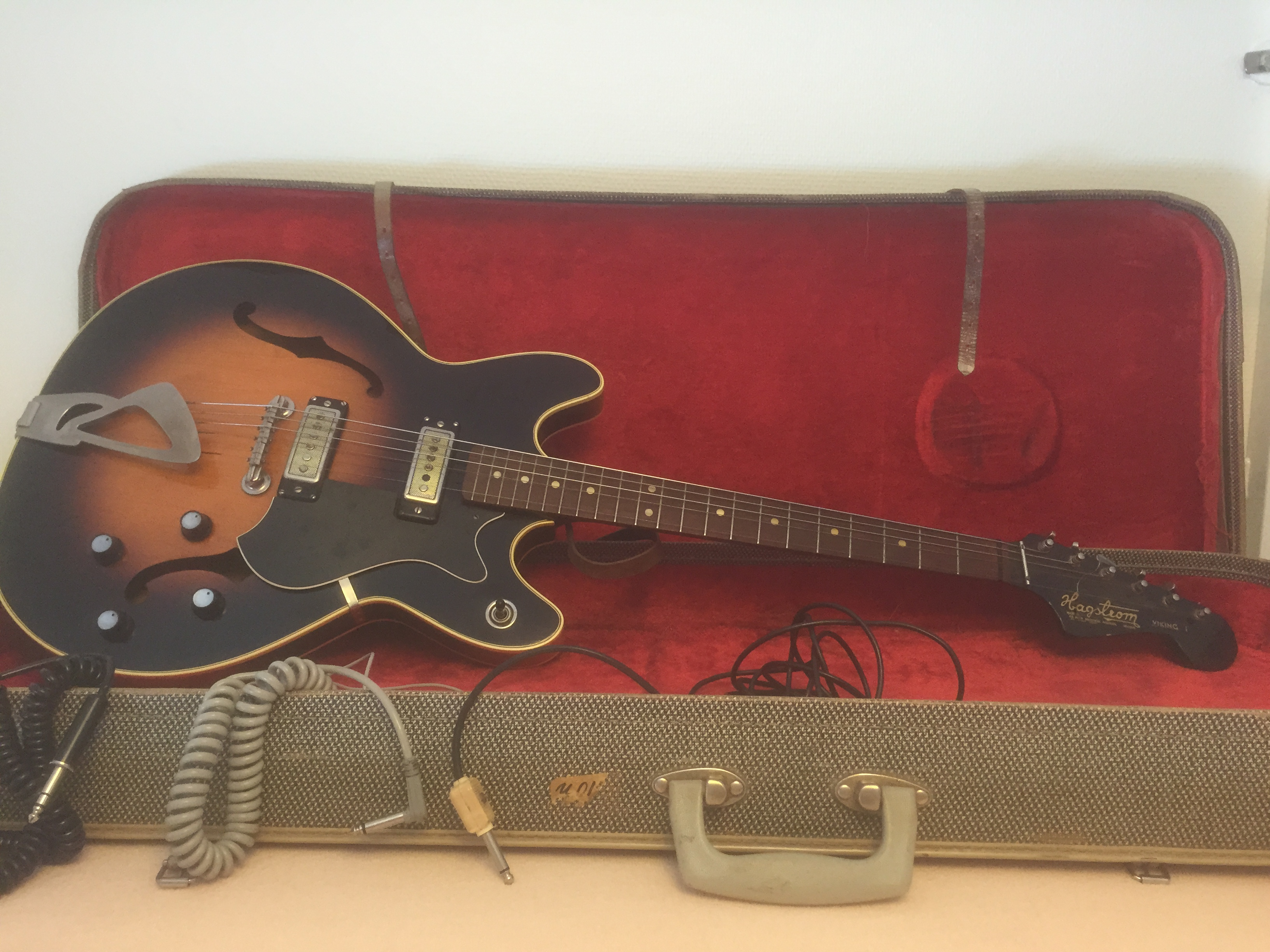
Hagström Viking 1, 1965, det 228;e gjorda exemplaret

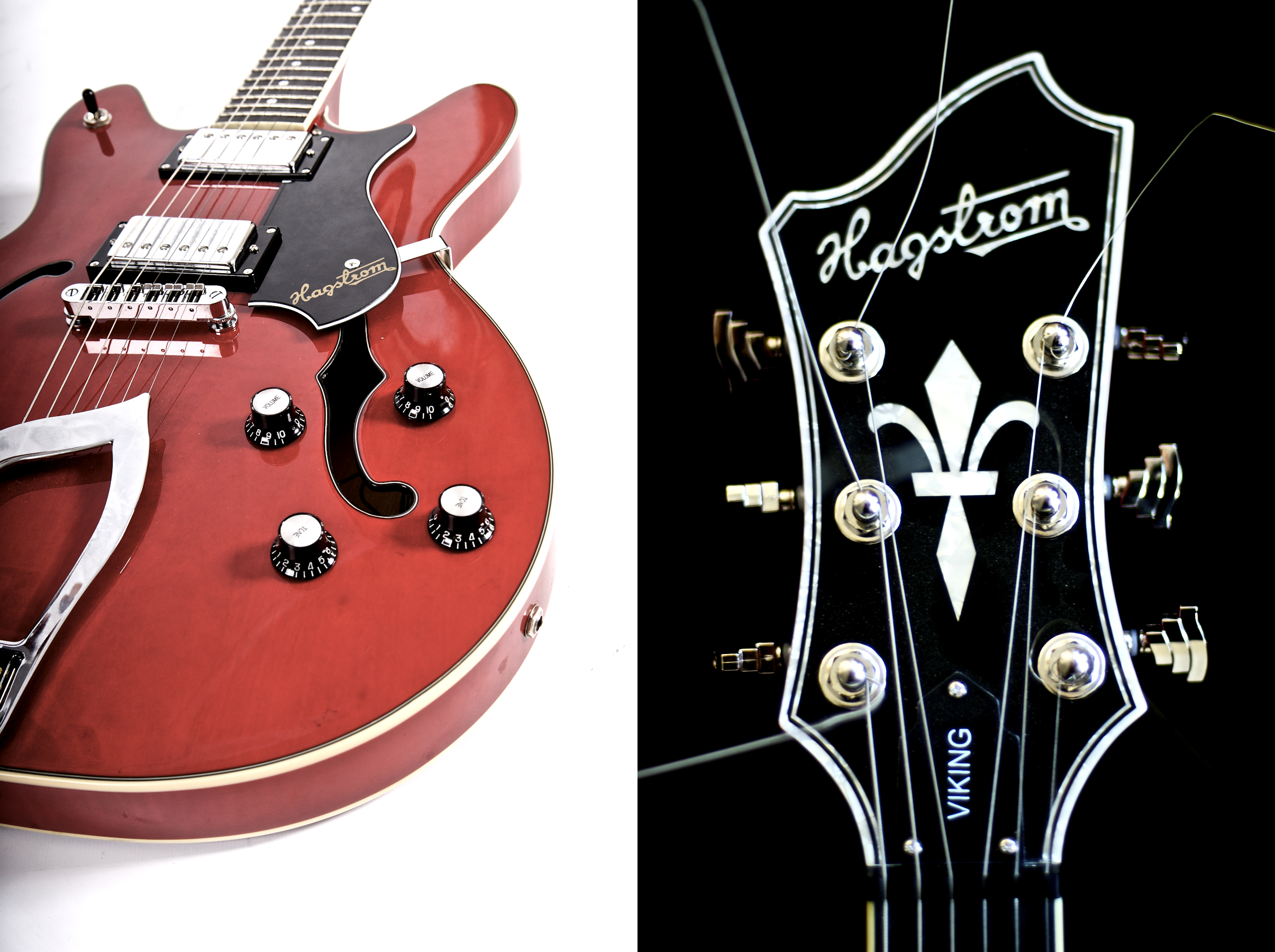

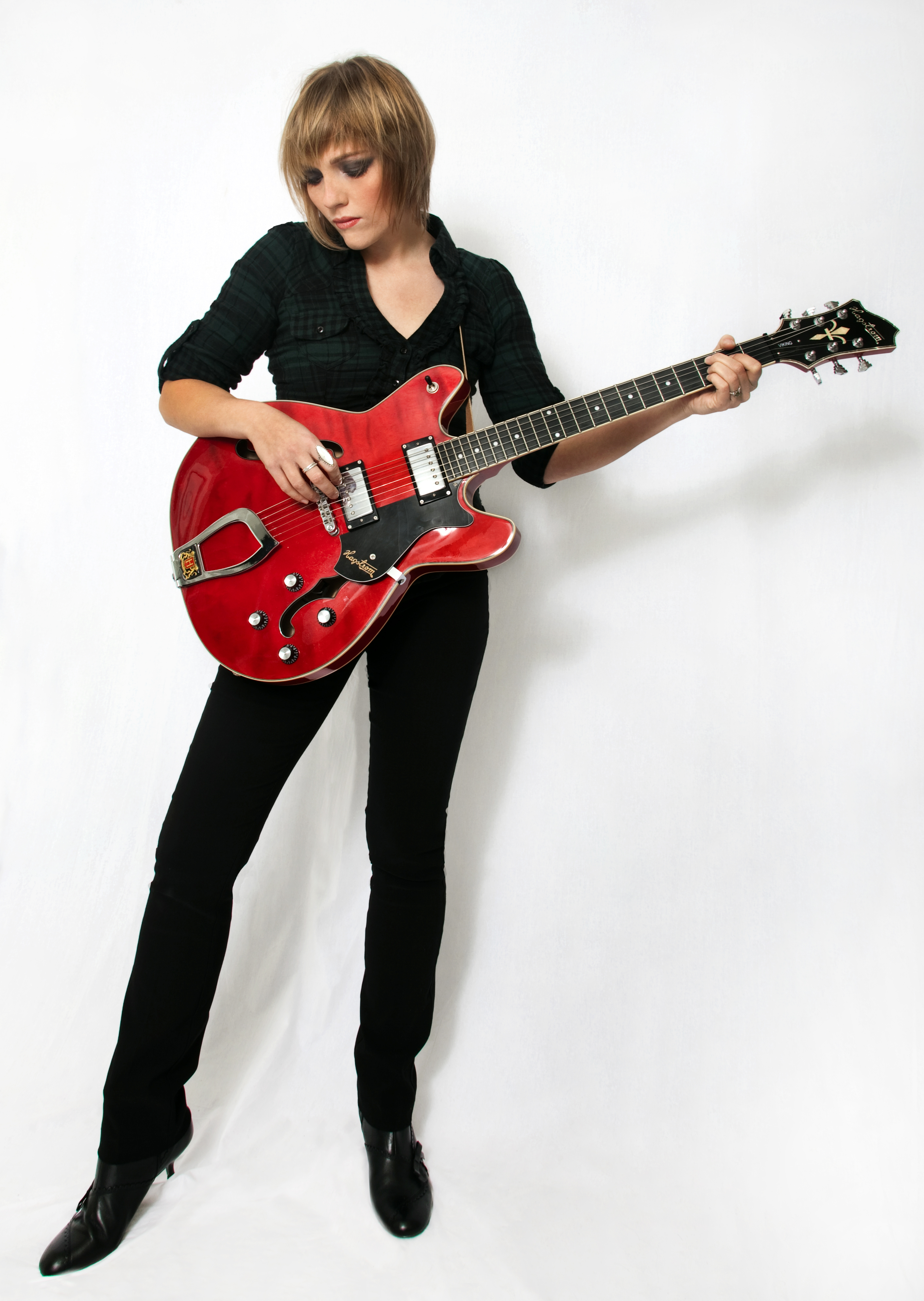

Den första vikingmodellen som lanserades var utseendemässigt mycket lik en Gibson ES-335 eller Guild Starfire, men hade en ganska egen konstruktion. Med skruvad halsinfästning, ihålig kropp utan centerblock och ett huvud i fenderstil, var den konstruktionsmässigt mer lik gitarrer som Fender Coronado.
Viking I genomgick en ansiktslyftning efter att Viking II lades ned och utrustades med humbuckers, en trevägs pickupväljare och ett nytt huvud. Gitarren fick också ett litet stödjande träblock inne i kroppen, under stallet. Efter denna upprustning kallades modellen Viking 1N, och såldes även av distributören Ampeg i USA under namnen HG802 och Scandia.
Mellan 1978 och 1979 tillverkades Viking I helt enkelt under namnet Viking. Denna gitarr hade ytterligare ett nytt huvud (kallat ankfoten) som redan användes på Hagström Swede.

## Viking II
Under 1967 och 1968 producerades en kortlivad deluxemodell kallad Viking II, som var funktionellt ekvivalent med Viking I men med ett lite lyxigare detaljutförande såsom guldpläterade metalldelar, kantbandad kropp, hals, huvud och f-hål samt ebenholtsgreppbräda.
År 1968 fick Hagström mycket publicitet då Elvis Presley använde en Hagström Viking II vid sin Comeback Television Special på NBC i USA. En av bandmedlemmarna, Al Casey, spelade på en röd Viking II och blev tillfrågad av producenten Bones Howe om Elvis kunde få låna gitarren för framträdandet. Enligt Elvis trummis Hal Blaine betraktade Elvis gitarren som en lyckoamulett. Hagström försökte dra nytta av detta och använde bilder av Elvis med Vikingen i sin annonsering tills de ombads av Elvis manager att avstå.

## Viking 12
Detta var en tolvsträngad variant av Viking I som producerades samtidigt som Viking II.

## Moderna Vikingmodeller
Efter att varumärket Hagström licensierats av det svenska företaget Tricor AB har Vikinggitarrerna återupplivats och har sedan dess producerats i flera olika modeller: Viking, Viking DeLuxe, Viking DeLuxe Tremar, Viking II UltraLux och Viking IIP UltraLux.
Viking och Viking DeLuxe är ganska likartade varav DeLuxe Tremar kan fås med svajstall. UltraLuxmodellerna har en lite mer retroframtoning med bland annat en återgång till skruvad hals. Samtliga modeller är i dag också försedda med centerblock.